# オーストラリア戦略政策研究所
オーストラリア戦略政策研究所（オーストラリアせんりゃくせいさくけんきゅうじょ、英語: Australian Strategic Policy Institute、ASPI）は、オーストラリア首都特別地域キャンベラに本拠を置く防衛戦略的政策のシンクタンクであり、オーストラリア政府によって設立され、オーストラリア国防省によって一部資金を賄われている。国内の資金提供に加えて、アメリカ合衆国国務省などの外国政府や民間軍事会社からも資金提供を受けている。

## 沿革
ASPIは、2001年にジョン・ハワード首相の下で「政府の意思決定や戦略・防衛問題に対する国民の理解を深めるための政策関連の調査・分析」を提供することを目的として設立された。ASPIは、2002年3月13日にオーストラリア戦争記念館のANZACホールで正式に発足した。
ASPIの初代所長はヒュー・ホワイトで、2001年から2004年まで務めた。ホワイトは、1995年から2000年までオーストラリア国防省の戦略・情報担当副長官を務め、それ以前は国家評価局やボブ・ホーク首相、キム・ビーズリー国防相の顧問を務めている。現在はオーストラリア国立大学の戦略研究の名誉教授となっている。
2005年4月、ホワイトの後任としてピーター・アビゲイル元オーストラリア陸軍少将が就任した。アビゲイルは、陸軍副長官（1998-2000年）、オーストラリア陸軍司令官（2000-02年）などを歴任しており、2012年までASPIのエグゼクティブ・ディレクターを務めた。
2020年3月に調査報告書『UYGHURS FOR SALE, ‘Re-education’,forced labour and surveillance beyond Xinjiang（日本語: 売り物のウイグル人–新疆地区を越えての「再教育」、強制労働と監視）』を発表し、日本の大手企業12社を含むグローバル企業82社が少数民族の「強制労働」から利益を得ている可能性や中華人民共和国当局が新疆ウイグル再教育キャンプでの「再教育」後にウイグル人を中国各地に強制移送していることを主張した。これを受けて、サプライチェーン・マネジメントでのリスク認識が高まり、Ｈ＆Ｍやナイキなどの有名企業が中国の製糸業者との取引や新疆ウイグル自治区からの製品調達を断絶することを表明している。これらの動きに対し、中国共産党の青年組織である中国共産主義青年団（共青団）によるH＆Mの不買運動の呼びかけやアプリ・ECプラットフォームの削除など、中国大陸内では対抗処置が取られ出している。

## 現在の上層部
2012年2月に、スティーブン・スミス国防大臣がピーター・ジェニングス戦略担当副長官をASPIの新しい事務局長に任命することを発表し、ジェニングスは5月に就任した。ジェニングスは、オーストラリアの高級官僚として、防衛および国家安全保障の分野でキャリアを積み、国防省の戦略担当副長官（2009-12年）、国防大臣の首席補佐官（1996-98年）、首相の戦略政策担当上級顧問（2002-03年）などを歴任している。

## 資金源
ASPIは、2001年にオーストラリア政府によって、同年の企業法に基づく有限責任会社として設立された。ASPIは、国防総省から「スポンサーシップ、委託業務、会員制度、出版物の販売、広告、イベント登録料その他の収入源とともに」部分的な資金提供を受けている。
ASPIの資金源のうち、国防省供出割合は、2000-01会計年度は100％であったところ、2018-19会計年度には43％まで減少した。他の政府機関が次に大きな資金源となっており、多数の民間企業から特定の分析分野や個別の報告書のための資金提供を受けている。ASPIは企業からのスポンサーも受け入れている。ASPIの2018-19年次報告書では、日本大使館や在オーストラリア台北経済文化代表処、州政府、ロッキード・マーティン、BAEシステムズ、ノースロップ・グラマン、タレス・グループ、レイセオン・テクノロジーズなどの防衛企業からも一部の資金提供を受けていることが記載されている。
また、オーストラリア政府機関やおよびアメリカ合衆国国務省などの外国政府機関、ならびに民間軍事会社からも資金提供を受けている。

## 出版物
ASPIは、さまざまな出版物を定期的に発行している。ASPIは現在、次の3種類の報告書を公開している。
- Strategies（戦略）
- Strategic Insights（戦略的洞察）
- Special Report（特別報告書）

ASPIはまた、日刊の分析・解説サイト『The Strategist』を発行している。『The Strategist』は、「オーストラリアの重要な防衛・戦略政策の選択について新鮮なアイデアを提供するとともに、戦略コミュニティやオーストラリア国民の間での議論や討論を奨励・促進する」ことを目指している。

## 評価
ASPIは、オーストラリアで最も影響力のある国家安全保障政策シンクタンクの一つと言われている。ASPIは、オーストラリアで最も影響力のある国家安全保障政策シンクタンクの1つと言われており、Australian Financial Review誌では素晴らしい（impressive）、Australian National Review誌では画期的（groundbreaking）と評されている。
ペンシルベニア大学の2020年『Global Go To Think Tank Index Report』では、国防・国家安全保障に関するシンクタンクの第11位にランクしている。
同研究所は、オーストラリアの現役・元政治家らから賛否を集めている。2020年2月、ASPIは、オーストラリアの大学と中国の共同研究を追跡するために米国国務省から資金を得ていたとして、キム・カー上院議員から批判された。ボブ・カー元外相は、「一方的な親米的な世界観」を持っていると述べた。また、研究所にはオーストラリア議会に多くの支持者がいるとされる。ASPIは、「中国に関する見解はないものの、研究をどのように進めるかについては非常に明確な方法を採っている」と回答している。
2018年10月、デジタル変革局（DTA）は、オーストラリア政府のデジタルアイデンティティプログラムに関するASPIの報告書を批判した。同庁は、報告書が「不正確で、多くの事実誤認を含んでいた」とし、「デジタル・アイデンティティ・システムがどのように機能するように意図されているかについて明らかに誤解している」と述べた。報告書の執筆者はこの批判に対し、自らの懸念は同庁によって公的には否定されたものの、私的には認められたと主張している。
2020年6月、ASPIがオーストラリア政府やオーストラリア企業に対するサイバー攻撃の急増の背後に中国政府が存在すると主張したことに対し、中国外交部報道官の趙立堅が批判した。これに対し、ASPIのピーター・ジェニングス事務局長は、同コメントは、シンクタンクによる中国政府の調査から注意をそらす試みであると述べた。これは、オーストラリア首相が、あるサイバーアクターが現在、オーストラリアの政府機関や民間企業に対して高度なサイバー攻撃を行っていることを国民に知らせたことに倣ったものである。同首相の発言は、中国への警告であると考えられている。
同年10月には、趙報道官が「中国に関する偽りの情報をでっち上げることで生計を立ててきている」などと再びASPIを批判し、中国政府は11月にオーストラリアがASPIの活動を通じて「反中国」の研究に資金を提供していると非難した。